# Maurice Nilès
Pour les articles homonymes, voir Nilès.
Maurice Nilès est un homme politique et résistant français, né le 12 août 1919 dans le 15e arrondissement de Paris et mort le 5 décembre 2001 à Bobigny.

## Biographie
Son père, Maurice, employé au service des eaux de la ville de Paris, fut maire communiste d'Aulnay-sous-Bois de 1935 à 1939 et de 1944 à 1945. Lui-même apprend le métier d'ouvrier fraiseur.
En 1934, il fait partie des jeunes antifascistes qui manifestent à Paris. En 1936, il adhère à la Jeunesse communiste. Il est mobilisé en 1939, puis est fait prisonnier mais s'évade du convoi qui le conduit outre-Rhin. De nouveau arrêté, en 1941, et interné au camp de Voves pour faits de Résistance, il poursuit son combat à l'intérieur du camp. Il s'évade une seconde fois en février 1944 pour rejoindre le maquis. Commandant FFI (sous le pseudonyme Robert) dans la Résistance, il est envoyé dans la région bordelaise afin de restructurer le réseau de résistance Sud-Ouest et est chargé d'un secteur regroupant cinq départements. Il participa à la libération de Bordeaux.
Homologué au grade de capitaine à la Libération, il redevient un des dirigeants de la Jeunesse communiste à Bordeaux. Revenu en région parisienne en 1945, il s'installe à Drancy et poursuit son activité au sein de la Jeunesse tout en reprenant son activité de fraiseur à l'usine. Membre du Parti communiste, il participe aux élections municipales de 1947 à Drancy et est élu adjoint au maire communiste Gaston Roulaud.
Le 29 août 1958, il entre au conseil général de la Seine en remplacement de Daniel Renoult, décédé.
Élu maire de Drancy pour la première fois en 1959, il sera réélu six fois sans interruption, du 8 mars 1959 au 18 janvier 1997, date à laquelle il passe la main à Jean-Claude Gayssot auquel succède en septembre 1997 Gilbert Conte, qui perd la ville en 2001 au profit de la droite.
Il sera également député de la Seine (42e circonscription: Bobigny, Drancy, Le Bourget, Dugny) puis de la Seine-Saint-Denis (4e circonscription) du 23 novembre 1958 au 16 mars 1986. Il laissera son siège à l'Assemblée Nationale à Jean-Claude Gayssot en 1986 en restant son suppléant de 1988 à 1997 et en devenant député honoraire.
En 1969, il participe à la création de l'Association d'amitié franco-coréenne, qui entretient des liens avec la Corée du Nord.
En 1992, il est nommé président de l'Amicale de Châteaubriant – Voves-Aincourt-Rouillé, une fonction qu'il conservera jusqu'à sa mort.
Redevenu simple conseiller municipal de Drancy en janvier 1997 et fait maire honoraire après 38 ans de mandat, il préside de nouveau le Conseil municipal de Drancy en septembre 1997 pour l'élection du nouveau maire de la ville du fait de la nomination de Jean-Claude Gayssot au ministère des Transports. Il abandonne définitivement la vie publique aux élections municipales de mars 2001 tout en restant très fortement investi dans le monde ancien combattant jusqu'à son décès en décembre 2001, après avoir été victime d'une attaque cérébrale en pleine réunion du comité du Mémorial du camp de Drancy qu'il avait fondé. Il repose au cimetière communal de Drancy.

### Vie privée et famille
Il se marie le 21 mars 1945 avec Odette Lecland, elle-même ancienne résistante et amie du jeune Guy Môquet avec qui elle fut internée au camp de Chateaubriant.
Sa petite-fille, Carine Nilès, est également engagée dans la vie politique. Militante communiste[Quand ?], cheffe de cabinet du maire de Sevran de janvier 2019 à novembre 2021, elle est conseillère municipale d'opposition à Drancy depuis 2020, à l'issue des élections municipales de la même année.

## Détail des mandats et fonctions

### Mandats locaux
- Premier Maire-Adjoint de Drancy (Seine) de 1947 à 1959.
- Maire de Drancy de 1959 à 1997. Il fut réélu en 1965, 1971, 1977, 1983, 1989 et 1995.
- Conseiller municipal de Drancy de 1997 à 2001.

### Mandats nationaux
- Député PCF de la quarante-deuxième circonscription de la Seine (Bourget-Drancy) de 1958 à 1967 puis de la quatrième circonscription de la Seine-Saint-Denis de 1967 à 1986. Il fut réélu en 1962, 1967, 1968, 1973, 1978, et 1981.

## Décorations
- Officier de la Légion d'honneur au titre de la Résistance,
- Officier de l'Ordre national du Mérite,
- Médaille de la Résistance,
- Croix de guerre 39-45 avec palmes et citations,
- Croix du combattant,
- Croix du combattant volontaire de la Résistance,
- Médaille de la déportation et de l'internement pour faits de Résistance,
- Médaille de la déportation et de l'internement politique,
- Médaille des évadés.